# Laboratoire d'astronomie de Lille
Laboratoire d'astronomie de Lille, cu sigla LAL (în română: Laboratorul de Astronomie din Lille), este un laborator de cercetare  cu referința UMR 8028.

## Structură
Laboratorul depinde de Institut de mécanique céleste et de calcul des éphémérides (IMCCE) care, la rândul său, depinde de Centre national de la recherche scientifique (CNRS).
Face parte din Universitatea Lille I și activează în incinta Observatorului din Lille.

## Cercetare

### Teme de  cercetare
Temele de cercetare  ale laboratorului sunt orientate în jurul a patru axe :
- Gunoaie spațiale de la sateliții artificiali;
- Sateliții naturali și inelele giganților gazoși din Sistemul Solar.
- Obiecte spațiale îndepărtate ale Sistemului Solar (Objete transneptuniene și Norul lui Oort);
- Detecția exoplanetelor prin metoda tranziturilor.

### Directeurii laboratorului
- Charles Gallissot (1934 - 1952)[2]
- Vladimir Kourganoff (1952 - 1962)
- Pierre Baccus (1962 - 1986)
- Luc Duriez (1986 - 1989)
- Irène Stellmacher (1989 - 2007)
- Alain Vienne (2007 - )